# 荷田殷
荷田 殷（かだ の おお、生没年未詳）は、奈良時代の神職。姓は宿禰。雄略天皇の子である磐城皇子の末裔とされる。後継者に荷田嗣がおり、伏見稲荷神社社家の荷田氏や荷田春満の祖とされる。
和銅4年（711年）2月7日に伏見稲荷神社が鎮座した際に正官御殿預職を務め、荷田氏は代々同職を襲った。
東丸神社の摂社・荷田社には荷田氏の祖である殷・嗣・早・龍（荷田龍頭太）が祀られている。